# جاستن ويلكوكس (لاعب كرة قدم أمريكية)
جاستن ويلكوكس (بالإنجليزية: Justin Wilcox)‏ هو لاعب كرة قدم أمريكية أمريكي، ولد في 12 نوفمبر 1976 في يوجين في الولايات المتحدة.